# Garry Toor
Garry Toor (né le 10 juin 1979 à Vancouver, Colombie-Britannique au Canada) est un joueur professionnel canadien de hockey sur glace.

## Carrière de joueur
Joueur canadien n'ayant jamais été repêché par un club de la Ligue nationale de hockey. Il commença sa carrière professionnelle dans le championnat élite de Finlande, la SM-liiga en 2000-01. Il n'y joua qu'une saison, retournant en Amérique du Nord lors de la saison qui suivit.
Aux cours des saisons suivantes, il joua pour différents clubs de la West Coast Hockey League, ECHL et de la United Hockey League avant de se retirer du hockey en 2004.

## Statistiques
| Saison    | Équipe                    | Ligue    |    | Saison régulière | Saison régulière | Saison régulière | Saison régulière | Saison régulière |   | Séries éliminatoires | Séries éliminatoires | Séries éliminatoires | Séries éliminatoires | Séries éliminatoires |
| Saison    | Équipe                    | Ligue    | PJ | B                | A                | Pts              | Pun              | PJ               | B | A                    | Pts                  | Pun                  |                      |                      |
| 1995-1996 | Americans de Tri-City     | LHOu     | 45 | 0                | 7                | 7                | 21               | 6                | 0 | 0                    | 0                    | 0                    |                      |                      |
| 1996-1997 | Ice d'Edmonton            | LHOu     | 65 | 5                | 13               | 18               | 30               | -                | - | -                    | -                    | -                    |                      |                      |
| 1997-1998 | Cougars de Prince George  | LHOu     | 71 | 5                | 27               | 32               | 41               | 11               | 0 | 3                    | 3                    | 4                    |                      |                      |
| 1998-1999 | Cougars de Prince George  | LHOu     | 59 | 14               | 39               | 53               | 28               | 2                | 1 | 0                    | 1                    | 2                    |                      |                      |
| 1999-2000 | Cougars de Prince George  | LHOu     | 45 | 16               | 36               | 52               | 20               | 13               | 4 | 10                   | 14                   | 6                    |                      |                      |
| 2000-2001 | Pelicans Lahti            | SM-liiga | 28 | 1                | 2                | 3                | 28               | 3                | 0 | 0                    | 0                    | 4                    |                      |                      |
| 2001-2002 | Steelheads de l'Idaho     | WCHL     | 60 | 9                | 37               | 46               | 59               | 12               | 0 | 2                    | 2                    | 4                    |                      |                      |
| 2002-2003 | Lynx d'Augusta            | ECHL     | 16 | 2                | 4                | 6                | 12               | -                | - | -                    | -                    | -                    |                      |                      |
| 2002-2003 | RiverBlades de l'Arkansas | ECHL     | 49 | 3                | 15               | 18               | 16               | 3                | 1 | 0                    | 1                    | 2                    |                      |                      |
| 2003-2004 | Fury de Muskegon          | UHL      | 59 | 11               | 30               | 41               | 43               | 11               | 1 | 6                    | 7                    | 4                    |                      |                      |
| 2003-2004 | Rivermen de Peoria        | ECHL     | 9  | 0                | 3                | 3                | 4                | -                | - | -                    | -                    | -                    |                      |                      |